# 奥瑟恩采尔
奥瑟恩采尔是德国巴伐利亚州的一个市镇。总面积24.13平方公里，总人口1408人，其中男性701人，女性707人（2011年12月31日），人口密度58人/平方公里。